# 苗训
苗训（?—?），河中府（今山西省永济市西）人，五代十国至北宋初年天文术数家。
苗训善于天文占候之术。在后周时担任殿前散员右第一直散指挥使。显德七年（960年）正月，跟随赵匡胤北征，至陈桥驿，六军推戴赵匡胤，黄袍加身，苗训在军中曾预言其事。赵匡胤受禅，建立宋朝，擢升为翰林天文，之后加官银青光禄大夫、检校工部尚书。苗训七十余岁去世。

## 延伸阅读
[在维基数据编辑]
 《宋史/卷461》，出自脱脱《宋史》
 在维基共享资源阅览影像